# Agenzia internazionale per la ricerca sul cancro
L'Agenzia internazionale per la ricerca sul cancro (abbreviato IARC, dal nome inglese International Agency for Research on Cancer) è un organismo intergovernativo facente parte dell'Organizzazione mondiale della sanità delle Nazioni Unite. Da non confondere con l'Associazione Italiana per la Ricerca sul Cancro (abbreviata AIRC), che è invece una fondazione italiana.
I compiti dello IARC sono quelli di condurre e coordinare la ricerca sulle cause e sui meccanismi della carcinogenesi, di raccogliere e pubblicare i dati di sorveglianza riguardanti l'incidenza del cancro in tutto il mondo e di realizzare una revisione sistematica ed esaustiva di tutta la letteratura scientifica pubblicata riguardante la cancerogenicità di un determinato agente, pubblicando poi una monografia per ognuno di essi.
Per ognuno degli oltre 1000 agenti presi in considerazione, l'agenzia specifica solo se sono cancerogeni o meno per gli esseri umani. Non specificando quanto sia rischioso entrarvi in contatto né quale sia la probabilità di sviluppare forme tumorali, tra una sostanza e l'altra possono esserci notevoli differenze di rischio. Queste ultime informazioni sono fornite da altri enti internazionali come l'autorità europea per la sicurezza alimentare (EFSA) o il comitato di esperti congiunto FAO/OMS sugli additivi alimentari (JECFA). In altri termini lo IARC analizza l'hazard cioè valuta se una data sostanza può causare il cancro in certe condizioni ideali ma non ne valuta anche il risk se cioè la sostanza , in condizioni reali di esposizione, causa il cancro.

## Storia
All'inizio del 1963, dopo aver visto la moglie soffrire e morire di cancro, il giornalista Yves Poggioli inviò una lettera a Emmanuel d'Astier de la Vignerie raccontando la storia di sua moglie e sollecitando la creazione di un centro internazionale per la ricerca sul cancro, i cui finanziamenti sarebbero stati addebitati direttamente sui bilanci nazionali in ugual misura di quelli destinati agli armamenti nucleari. Toccato dalla lettera, d'Astier riunì un gruppo di figure di spicco francesi, in modo da attirare l'attenzione dell'allora presidente Charles de Gaulle attraverso il quotidiano Le Monde. Il presidente de Gaulle rispose positivamente all'appello e si rivolse a sua volta all'Organizzazione Mondiale della Sanità. Il progetto guadagnò rapidamente slancio e il 20 maggio 1965, con una risoluzione dell'Assemblea Mondiale della Sanità, fu creata la IARC come agenzia specializzata sul cancro. L'edificio della sede centrale dell'agenzia è a Lione, in Francia.

## Monografie e classificazione
Attività centrale dell'agenzia è la redazione delle monografie, opere scritte che trattano in maniera esaustiva un singolo argomento, ovvero un agente di cui si sospetta l'azione cancerogena. Lo studio e la redazione di questi testi è un'attività che riunisce gruppi di esperti per valutare la cancerogenicità di particolari agenti. I gruppi di lavoro, esaminano tutti gli studi pubblicati e valutano il grado di rischio cancerogeno presentato da un agente. Non valutano quanto sia pericoloso entrare in contatto con un agente ma solo se questo è cancerogeno o meno. 
Ad oggi, oltre 1000 agenti sono stati presi in considerazione, tra cui: agenti fisici, molecole, miscele, agenti biologici, esposizioni occupazionali e fattori dipendenti dallo stile di vita. Le agenzie di sanità pubblica utilizzano quindi queste informazioni come supporto scientifico per le loro azioni per prevenire l’esposizione a questi potenziali agenti cancerogeni. I principi scientifici, le procedure e i criteri che guidano la valutazione sono descritti nel Preambolo alle Monografie della IARC.
Gli agenti revisionati dallo IARC sono suddivisi in quattro gruppi: 
- Gruppo 1 - Cancerogeno per l'uomo: Esistono prove sufficienti di cancerogenicità nell’uomo. La determinazione si basa solitamente su studi epidemiologici sugli esseri umani, ma può anche basarsi su prove nei modelli animali o sugli esseri umani esposti, che l'agente agisca attraverso un rilevante meccanismo di cancerogenicità.[8]

- Gruppo 2A - Probabilmente cancerogeno per l'uomo: Esistono prove limitate di cancerogenicità nell’uomo e prove sufficienti negli animali da esperimento. Occasionalmente, un agente (o una miscela) può essere classificato qui quando vi sono prove inadeguate negli esseri umani ma prove sufficienti negli animali da esperimento e prove forti che la cancerogenesi è mediata da un meccanismo che opera anche negli esseri umani. Eccezionalmente, un agente può essere classificato in questa categoria anche solo sulla base di una limitata evidenza di cancerogenicità nell'uomo. Il termine probabilmente cancerogeno non ha significati quantitativi rispetto alla cancerogenicità, ma si riferisce solo al livello di evidenza.[8]

- Gruppo 2B - Possibilmente cancerogeno per l'uomo: Esistono prove limitate di cancerogenicità nell’uomo e prove meno che sufficienti negli animali da esperimento. Può anche essere utilizzato se vi sono prove inadeguate negli esseri umani ma prove sufficienti negli animali da esperimento. Occasionalmente, un agente (o una miscela) può essere inserito nel gruppo 2B se vi sono prove prove a sostegno della cancerogenicità da dati rilevanti.[8]

- Gruppo 3 - Non classificabile in relazione alla sua cancerogenicità per l'uomo: Le prove sono inadeguate negli esseri umani e inadeguate o limitate negli animali da esperimento. Eccezionalmente, gli agenti (o miscele) per i quali le prove sono inadeguate nell'uomo ma sufficienti negli animali da esperimento possono essere inseriti in questa categoria solo se esiste una forte evidenza che il meccanismo di cancerogenicità negli animali da esperimento non funziona nell'uomo. In questa categoria vengono inserite le sostanze che non rientrano in nessun altro gruppo. Questa non è una determinazione di non cancerogenicità o di sicurezza generale. Ciò significa che sono necessarie ulteriori ricerche, soprattutto quando le esposizioni sono diffuse o i dati sul cancro sono coerenti con interpretazioni diverse.[8]

### Categorie estinte
Il gruppo 4 - Probabilmente non cancerogeno per l'uomo è stato estinto nel corso del 2016, in quanto il suo unico agente, il caprolattame, è stato spostato nel gruppo 3. All'interno di questa categoria erano raggruppati gli agenti per i quali c'era evidenza di assenza di cancerogenicità sia nell'uomo, sia nell'animale da esperimento.

## Critiche e controversie
Negli anni le deliberazioni e monografie pubblicate dalla IARC sono state oggetto di varie critiche e controversie scientifiche.
Le principali critiche sono state:
- Mancanza di trasparenza nel processo di classificazione, possibili conflitti di interesse di alcuni membri del gruppo di lavoro e influenza delle industrie.[10][11] Queste critiche, supportate da un articolo pubblicato da Lorenzo Tomatis, già direttore della IARC dal 1982 al 1993[11], sono proseguite fino al 2004 anno della sostituzione del direttore Paul Kleihues.[12]
- Poca chiarezza nella comunicazione del rischio cancerogenicità.[13] Oltre ad utilizzare criteri di classificazione diversi da quelli adottati per il CLP europeo o per il Globally Harmonized System of Classification and Labelling of Chemicals o da altre istituzioni governative, la classificazione IARC può apparire al pubblico come una classificazione quantitativa del rischio cancro. Le notizie sulla classificazione di alcuni agenti (formaldeide, campi elettromagnetici, le carni rosse e altri) è stata oggetto di allarmismo.[14][9]

## Membri
| Nazione                  | Entrata | Entrata     | Uscita | Uscita      |
| Nazione                  | Anno    | Risoluzione | Anno   | Risoluzione |
| ------------------------ | ------- | ----------- | ------ | ----------- |
| Stati Uniti d'America    | 1965    | Fondazione  |        |             |
| Francia                  | 1965    | Fondazione  |        |             |
| Italia                   | 1965    | Fondazione  |        |             |
| Germania Ovest, Germania | 1965    | Fondazione  |        |             |
| Regno Unito              | 1965    | Fondazione  |        |             |
| Australia                | 1965    | GC/1/R1     |        |             |
| USSR, Russia             | 1965    | GC/1/R2     |        |             |
| Israele                  | 1966    | GC/2/R1     | 1971   | GC/9/R11    |
| Paesi Bassi              | 1967    | GC/3/R1     |        |             |
| Belgio                   | 1970    | GC/8/R10    |        |             |
| Giappone                 | 1972    | GC/10/R1    |        |             |
| Svezia                   | 1979    | GC/18/R1    |        |             |
| Canada                   | 1982    | GC/22/R1    |        |             |
| Finlandia                | 1986    | GC/27/R1    |        |             |
| Norvegia                 | 1987    | GC/28/R1    |        |             |
| Danimarca                | 1990    | GC/31/R1    |        |             |
| Svizzera                 | 1990    | GC/31/R2    |        |             |
| Argentina                | 1998    | GC/39/R1    | 2001   | GC/42/R3    |
| Brasile                  | 1998    | GC/39/R2    | 2001   | GC/42/R4    |
| Spagna                   | 2003    | GC/44/R1    |        |             |
| India                    | 2006    | GC/48/R1    |        |             |
| Corea del Sud            | 2006    | GC/48/R2    |        |             |
| Irlanda                  | 2007    | GC/49/R2    |        |             |
| Austria                  | 2008    | GC/50/R18   |        |             |
| Brasile                  | 2013    | GC/55/17    |        |             |
| Qatar                    | 2013    | GC/55/19    |        |             |
| Marocco                  | 2015    | GC/57/19    |        |             |
| Cina                     | 2021    | GC/63/      |        |             |